# Йоханнисталь (район Берлина)
Йоханнисталь (нем. Johannisthal) — район Берлина, расположенный в округе Трептов-Кёпеник. До 2001 года находился в составе округа Трептов.

## История
Первое упоминание о районе датируется 16 ноября 1753 года. В 1880 году в нём была открыта железнодорожная станция линии Берлин-Горлиц. В 1884 году Йоханнисталь получил приставку нем. Bad (курорт) и стал называться нем. Bad Johannisthal. В 1905—1906 годах было построено здание ратуши. В 1920 году Йоханнисталь был включён в состав Берлина. С 1961 по 1989 годы находящийся в Восточном Берлине граничил с расположенным в Западном Берлине округом Нойкёльн и был отделён от него Берлинской стеной.

## Административное деление
Йоханнисталь делится на 7 зон:
- нем. Alt-Johannisthal (нем. Winckelmannstraße)
- нем. Eisenbahnsiedlung (нем. Friedrich-List-Straße, нем. Hagedornstraße)
- нем. Kleinhaussiedlung (Am Alten Fenn)
- нем. Komponisten-Viertel (нем. Fielitzstraße)
- нем. Schliemann-Siedlung (нем. Eisenhutweg)
- нем. Johannisthal-Süd (нем. Springbornstraße)
- нем. Flugplatz-Siedlung

## Транспорт
Между Йоханнисталем и Адлерсхофом раньше располагался аэродром «Йоханнисталь», открытый в 1909 году и являющийся первым аэродромом Германии. Официально аэропорт был закрыт в 1995 году.
В настоящее время район обслуживается автобусами и трамваем № 63, конечная станция «Haeckelstraße» которого располагается в Йоханнистале.